# كرتون نتورك (بريطانيا وأيرلندا)
كرتون نتورك (بريطانيا وأيرلندا) (بالإنجليزية بالعربية: Cartoon Network (UK & Ireland) ) هي قناة رسوم متحركة بريطانية موجهة للأطفال وعموم الجمهور البريطاني والأيرلندي. بدأت بثها في 17 سبتمبر عام 1992. تعرض القناة العديد من المسلسلات مثل وقت المغامرة، العرض العادي، غامبول، العم جدو، ستيفن البطل، كلارينس والدببة الثلاثة وغيرها.

## قائمة لبعض المسلسلات
- وقت المغامرة
- العرض العادي
- عالم غامبول المدهش
- العم جدو
- ستيفن البطل
- كلارينس
- بن 10 ريبوت
- تجربة جوني
- نينجاغو
- أبطال التايتنز انطلقوا
- ترانسفورمرز: روبوتس إن ديسغايز
- فتيات القوة
- المصباح الأخضر : مسلسل الرسوم المتحركة
- مغامرات سكوبي دو
- الدببة الثلاثة
- آبل وانيون
- الهواة المبتدئون
- عالم غامبول المدهش الغريب

## فقرات
كارتون كارتونز: هي فقرة تعرض مسلسلات كرتون نتورك القديمة مثل مختبر دكستر وإد إدد وإدي مغامرات فلاب جاك تشاودر